# Kammann-Kaserne

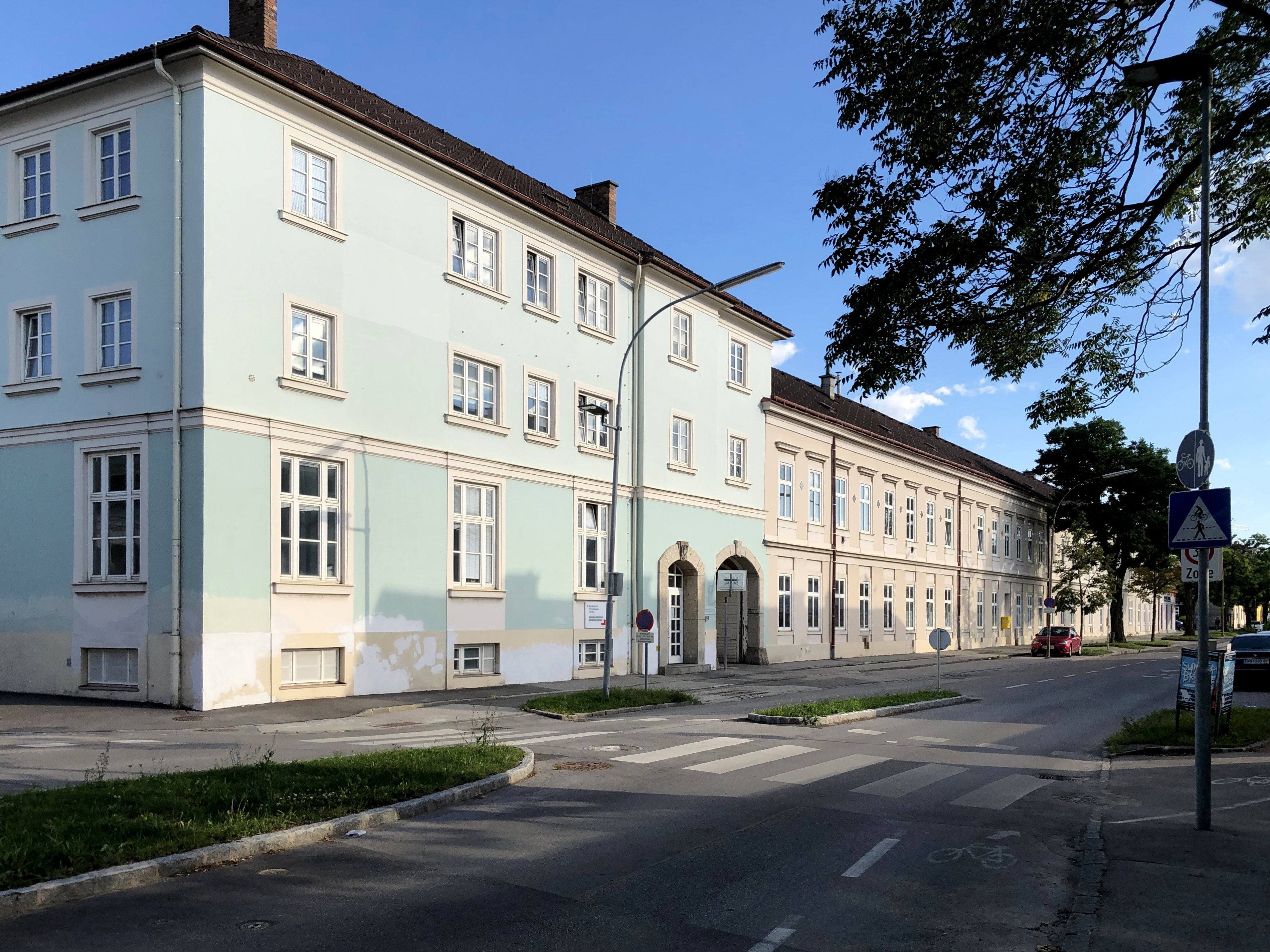
Ehemalige Kammann-Kaserne in Wiener Neustadt

Die Kammann-Kaserne in Wiener Neustadt in Niederösterreich bestand zwischen 1867 und 1919. Das Hauptgebäude war in der Bräunlichgasse 1, die Dependance in der Bräunlichgasse 4 und 6.

## Geschichte

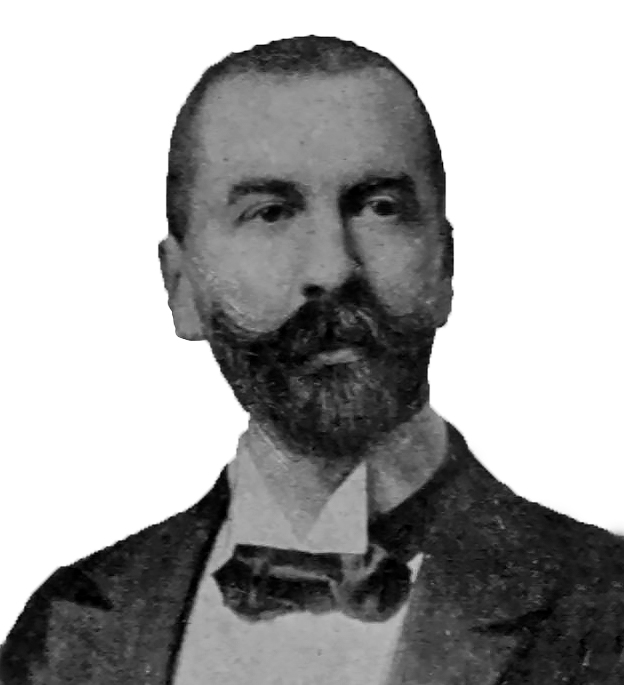
Franz Kammann

Die Kaserne entstand durch Umadaptierung von Wirtschaftsgebäuden eines früheren Großfuhrwerks-Unternehmens, welche im Besitz der Familie Kammann waren. Die ehemaligen Remisen und Stallungen hatten durch die Errichtung der Eisenbahn ihre Funktion verloren und standen leer. In den Jahren 1851 und 1852 erwarb der Fuhrwerksunternehmer Franz Kammann das Areal. Mit 1855 wurde seine Ehefrau Josefa zur Hälfte Miteigentümerin, mit 15. Oktober 1878 Alleineigentümerin. Mit Vertrag vom 21. August 1881 wurde Franz Kammann, ein Adoptivsohn, und späterer Bürgermeister von Wiener Neustadt, Alleineigentümer. Franz Kammann wiederum übergab die Hälfte des Eigentums mit 12. Oktober 1889 an Pauline Kammann. Am 14. März 1914 wurde Wiener Neustadt durch einen Kaufvertrag Besitzerin der Kaserne. 
Das Ende des Ersten Weltkrieges brachte das Ende der Kammann-Kaserne, es folgte eine zivile Nutzung, in der Hauptsache für Wohnzwecke. Im Nordtrakt war ab 1950 eine städtische Fachschule für Damenkleidermacher. Im Sommer 2017 übersiedelte die HLM und BAfEP Wiener Neustadt aus der Kammann-Kaserne in die ehemalige Taubstummenanstalt/Landesberufschule.

## Militärische Nutzungen
1867 wurde das ungarische Feldartillerieregiment Nummer 12 der k.u.k. Armee nach Wiener Neustadt verlegt und einquartiert und blieb bis 1870 hier in Garnison. Von 1871 bis 1884 nutzte das Feldartillerieregiment Nummer 10 die Kaserne.
Genutzt wurde diese Kaserne im Anschluss an die Artillerie nur noch von Teilen verschiedener Kavallerieeinheiten.
- Dragonerregiment Nummer 2 (September 1884 – September 1892)
- Dragonerregiment Nummer 4 (Juni 1892 – März 1902)
- Dragonerregiment Nummer 5 (April 1902 – April 1908)
- Dragonerregiment Nummer 15 (Mai 1908 – Februar 1912)
- Ulanenregiment Nummer 4 (März 1912 – August 1914)